# Real Saltillo Soccer
El Real Saltillo Soccer fue un club de fútbol de México nacido en 2008 que tuvo como sede la ciudad de Saltillo, en el estado de Coahuila. En el año 2007-2008 la franquicia del Deportivo Unión Piedras Negras tuvo problemas con patrocinadores. Por lo que el dueño y presidente decidió cambiar la sede a la ciudad de Saltillo por un año, pero al ver el apoyo de esa afición decidió que el equipo se quedar en dicha ciudad. La mascota del Real Saltillo Soccer son las panteras.

## Historia
Un grupo de saltillenses se unió a través de un gran proyecto con el fin de que la ciudad tuviera un espectáculo deportivo propio y a la vez formativo, como lo es el Fútbol. Una identidad que proyecte a esa ciudad y al estado en el mapa futbolístico de México. 
En julio de 2008 surge en Saltillo “Panteras de Saltillo” del Real Saltillo Soccer, un Equipo de 2ª División Nuevos Talentos afiliado a la Federación Mexicana de Fútbol. Equipo que surgió del sueño de unos cuantos y hoy por hoy es la realidad de muchos saltillenses que aman el Fútbol y que merecen  que su pasión y amor por el juego  estén representadas en un equipo local que tiene la firme meta y convicción de ser grande. 
El equipo nace adquiriendo una base de jugadores, en su mayoría de Coahuila, que tenía como sede la ciudad de Piedras Negras. Al trasladarse a Saltillo y después de una convocatoria a donde asistieron más de 600 prospectos se unieron al equipo jugadores de Saltillo y la Región. Actualmente el equipo fue vendido a Zacatecas.